# SCR-Sibelco
SCR-Sibelco N.V är ett belgiskt företag som utvinner och försäljer industrimineral. Huvudkontoret ligger i Antwerpen. 

## Historik
År 1845 upptäcktes fyndigheter av kvartssand vid grävandet av kanalen Bocholt–Herentals i Flandern. För exploatering av dessa bildades 1872 företaget Sabliere et Carrières (SCR). Företaget fusionerades 1896 till SCR-Sibelco.

## Verksamhet
Sibelco har verksamhet i 40 länder världen över inom utvinning, processande och distribution av sand och mineraler. Produkter är bland annat sand och fluor för tillverkning av planglas, flaskor laboratorieglas, textilfibrer, LCD-skärmar och glasull samt kvarts, cristobalit, nefelin och olivin.

## Sibelco i Sverige
Sibelco äger Baskarpsand och Forshammars Bergverk.